# Don't Break the Oath
Don't Break the Oath är det tredje släppet av heavy metal-gruppen Mercyful Fate, men bara deras andra LP, eftersom deras första var en EP. Den släpptes 1984. Don't Break the Oath blev populärare och såldes i fler exemplar än Melissa. Den släpptes remastrad år 1997, då med extraspåret "Death Kiss".

## Låtlista
1. "A Dangerous Meeting" - 5:11
2. "Nightmare" - 6:21
3. "Desecration of Souls" - 4:57
4. "Night of the Unborn" - 5:02
5. "The Oath" - 7:32
6. "Gypsy" - 3:10
7. "Welcome Princess of Hell" - 4:05
8. "To One Far Away" - 1:34
9. "Come to the Sabbath" - 5:18

## Medverkande
- Sång: King Diamond
- Gitarr: Hank Shermann
- Gitarr: Michael Denner
- Bas: Timi Hansen
- Trummor: Kim Ruzz